# Bembridae
Famille
La famille des Bembridae regroupe plusieurs genres de poissons téléostéens.

## Liste des genres
Selon ITIS (14 fev. 2016) :
- genre Bambradon Jordan et Richardson, 1908
- genre Bembradium Gilbert, 1905
- genre Bembras Cuvier in Cuvier et Valenciennes, 1829
- genre Brachybembras Fowler, 1938
- genre Parabembras Bleeker, 1874 (placé par FishBase sous Parabembridae)

Selon FishBase (14 fev. 2016) :
- genre Bambradon
  - Bambradon laevis Nyström, 1887
- genre Bembradium
  - Bembradium furici  Fourmanoir & Rivaton, 1979
  - Bembradium roseum  Gilbert, 1905
- genre Bembras
  - Bembras adenensis  Imamura & Knapp, 1997
  - Bembras japonica  Cuvier, 1829
  - Bembras longipinnis  Imamura & Knapp, 1998
  - Bembras macrolepis  Imamura, 1998
  - Bembras megacephala  Imamura & Knapp, 1998
- genre Brachybembras
  - Brachybembras aschemeieri  Fowler, 1938